# عقد لمفاوية وجهية
تتكون العقد اللمفاوية الوجهية (بالإنجليزية: Facial lymph nodes)‏ من ثلاث مجموعاتٍ:
1. العقد اللمفاوية تحت الحجاج أو الفك العلوي: منتشرة في منطقة تحت الحجاج من الأخدود بين الأنف والخد إلى إلى القوس الوجني.
2. العقد اللمفاوية المبوقة: تتوضع عقدة أو أكثر على العضلة المبوقة مقابل زاوية الفم.
3. العقد اللمفاوية فوق الفك السفلي: على السطح الخارجي للفك السفلي، أمام العضلة الماضغة وفي اتصال مع الشريان الفكي العلوي الخارجي ووريد الوجه الأمامي

أوعيتها الواردة تحمل النزح اللمفاوي من الجفون والملتحمة والجلد والأغشية المخاطية للأنف والخد؛وتنتقل الأوعية الصادرة إلى الغدد تحت الفك السفلي.